# Kenneth Paal
Pour les articles homonymes, voir Paal.
Kenneth Paal né le 24 juin 1997 à Arnhem, est un footballeur international surinamien. Il au poste de latéral gauche à Antalyaspor.

## Biographie

### En équipe nationale
Kenneth Paal dispute avec les moins de 17 ans le championnat d'Europe des moins de 17 ans en 2014. Les Pays-Bas atteignent la finale du tournoi, en étant battus par l'Angleterre aux tirs au but.
Il participe ensuite avec les moins de 19 ans au championnat d'Europe des moins de 19 ans en 2015 puis en 2016.

## Statistiques
| Saison                | Club                  | Championnat           | Championnat | Championnat | Coupe(s) nationale(s) | Coupe(s) nationale(s) | Total | Total |
| Saison                | Club                  | Division              | M.          | B.          | M.                    | B.                    | M.    | B.    |
| 2014-2015             | Jong PSV              | Eerste Divisie        | 9           | 0           | -                     | -                     | 9     | 0     |
| 2015-2016             | Jong PSV              | Eerste Divisie        | 34          | 3           | -                     | -                     | 34    | 3     |
| 2016-2017             | Jong PSV              | Eerste Divisie        | 34          | 2           | -                     | -                     | 34    | 2     |
| Total sur la carrière | Total sur la carrière | Total sur la carrière | 77          | 5           | -                     | -                     | 77    | 5     |

## Palmarès
Il est finaliste de l'Euro des moins de 17 ans en 2014 avec les Pays-Bas.